# Алтарь Эраван
Алтарь Эраван (тайск. ศาลท้าวมหาพรหม, полное название Алтарь Великого Бога Брахмы) — индуистский алтарь в Бангкоке, в районе Патхумван. Одна из самых популярных и посещаемых достопримечательностей города.

## История
Алтарь был построен в 1956 году, как часть отеля Эраван. Строительство отеля сопровождалось многочисленными несчастными случаями и происшествиями. Суеверные рабочие списывали все эти события на гнев духов земли и отказывались продолжать строительство отеля до тех пор пока духи не успокоятся.
После консультаций с астрологами было принято решение возвести алтарь со статуей бога Брахмы. После завершения алтаря строительство отеля было продолжено без каких-либо происшествий, что принесло алтарю известность.

## Описание
Алтарь представляет собой четырёхликую позолоченную статую бога Брахмы, расположенную на полутораметровом постаменте. Брахма изображён в сидячем положении. Каждый лик статуи обращен к одной из сторон света.
Традиционно Брахма изображается с четырьмя руками, однако данная статуя имеет восемь рук. Каждая рука держит свой предмет-символ.
С правой стороны:
- Данда Брахмы — жезл, символ власти и силы;
- Чакра — колесо времени, символизирующее круговращение бытия;
- Калаша — ритуальный горшок, символ процветания и благополучия;
- Джняна мудра — ритуальный жест: концы среднего и указательного и большого пальцев соединены вместе и расположены около груди, ладонь повернута внутрь.

С левой стороны:
- Дарпана — зеркало;
- Конх — ритуальный духовой музыкальный инструмент;
- Веды — сборник священных писаний индуизма;
- Акшамала — нить из бусин, используемая для подсчетов во время рецитации молитв или мантр.

Алтарь регулярно раз в несколько лет обновляется и очищается от накопившегося свечного воска.

## Происшествия

### Акт вандализма в 2006 году
21 марта 2006 года алтарь подвергся акту вандализма от рук гражданина Таиланда. Разбивший статую с помощью молотка 27-летний Тханакорн Пакдеепол был забит до смерти разгневанными свидетелями разрушения. Позднее полиция арестовала двух уборщиков и предъявила им обвинения в нанесении ударов, ставших в итоге смертельными для потерпевшего. Отец погибшего впоследствии сообщил, что его сын долгие годы страдал психическим расстройством и неоднократно проходил лечение в соответствующих клиниках.
Статуя была восстановлена и установлена на прежнее место 21 мая 2006 года. Новая статуя была изготовлена из гипса с добавлением частиц из бронзы, золота и измельчённых осколков предыдущей статуи. Также была изготовлена ещё одна копия статуи из металла, которую поместили на хранение в национальный музей.

### Теракт в 2015 году
17 августа 2015 года в 18:55 по местному времени рядом с алтарём сработало взрывное устройство, эквивалентное примерно 3 кг тротила. В результате взрыва погибло 20 человек и ещё 125 получили ранения различной степени тяжести. В результате взрыва статуя получила незначительные повреждения, которые были устранены в течение нескольких дней.